# Tulstrup (Skanderborg Kommune)
 For alternative betydninger, se Tulstrup. (Se også artikler, som begynder med Tulstrup)
Tulstrup er en lille by umiddelbart nordøst for Knudsø ved Ry. Byen hører under Tulstrup Sogn, Skanderborg Kommune og har 212 indbyggere i byområdet (2023).
I den vestlige ende af byen findes Tulstrup Kirke.